# Proxy-oorlog
Een oorlog bij volmacht (Engels: proxy war) is een conflict waarbij één partij (meestal een grootmacht) een andere partij, de gevolmachtigde, een oorlog laat voeren, en daarbij als achterman optreedt. De grootmacht levert economische, ideologische, logistieke en/of militaire steun. De gevolmachtigde is meestal een kleiner land.
De gevolmachtigde draait echter meestal voor de negatieve consequenties van zo'n oorlog op. De grootmacht, die bang is voor gezichtsverlies, trekt zijn handen principieel van de zaak af.

## Voorbeelden
Voorbeelden van oorlogen bij volmacht zijn:
- de Grieks-Turkse Oorlog van 1922, waarbij het Verenigd Koninkrijk als achterman voor Griekenland optrad;
- de Koreaanse Oorlog (1950-1953), waarbij de Sovjet-Unie en de VS als achtermannen optraden;
- de Suezcrisis van 1956, waarbij het Verenigd Koninkrijk en Frankrijk als achtermannen voor Israël optraden;
- de Vietnamoorlog (1955-1975), waarbij de Sovjet-Unie, China en de VS als achtermannen optraden;
- de inval van China in Vietnam (1979), waarbij de USSR en de VS als achtermannen optraden voor respectievelijk Vietnam en China;
- de Syrische Burgeroorlog (2011-heden), waarbij onder meer de VS en Rusland als achtermannen optraden voor respectievelijk de oppositie en Syrië;
- de oorlog in Oost-Oekraïne (2014-2022), waarbij pseudo-separatisten in het Oekraïense Donetsbekken onder volmacht van Rusland opereerden om Rusland te maskeren als agressor jegens Oekraïne.[1] Vanaf 2022 evolueerde deze oorlog in een open Russische aanvalsoorlog.
- de Jemenitische Burgeroorlog (2015-heden), waarbij onder meer Saoedi-Arabië en Iran als achtermannen optraden voor respectievelijk de Al-Hadi-regering en de Houthi-rebellen.
- de oorlog in Oekraïne tegen Rusland, en vooral de betrokkenheid van de VS (2022-2025).[2]

### Afghanistan
De VS gaven via de Pakistaanse inlichtingendienst ISI militaire en financiële steun aan de Afghaanse moedjahedien. De ISI kreeg ook vanuit Saoedi-Arabië geld om de moedjahedien te steunen. De Saoedi's hamerden er echter op dat alleen de islamitische moedjahedien hun steun konden ontvangen. De ISI verdeelde op basis van eigen criteria wapens en geld aan zeven moedjahedin-partijen (Afghanistan National Liberation Front, Movement of the Islamic Revolution, National Islamic Front of Afghanistan, Islamic Party of Afghanistan factie Hekmatyar, Islamic Party of Afghanistan factie Khalis, Islamic Society of Afghanistan en de Islamic Union for the Freedom of Afghanistan).
De Sovjet-Unie gaf op haar beurt rechtstreekse logistieke steun via Russische troepen, maar ook financiële en militaire steun aan de communistische regering in het land.
Na het einde van de Koude Oorlog en het uiteenvallen van de Sovjet-Unie spreekt men van een regionalisering van de oorlog bij volmacht, met India, Pakistan en de Centraal-Aziatische staten (Oezbekistan, Turkmenistan, Tadzjikistan) als nieuwe achtermannen.